# Eilenbach
Der Eilenbach ist ein Bach im  mittelfränkischen Landkreis Weißenburg-Gunzenhausen. 

## Verlauf
Der Eilenbach entspringt im Wald Leitenholz auf einer Höhe von ungefähr 480 m ü. NN, nahe Gräfensteinberg und nördlich des Ortes Geiselsberg im Spalter Hügelland. Nach gut zwei Kilometern mündet der Bach auf einer Höhe von etwa 410 m ü. NN im 25,2 Hektar großen Naturschutzgebiet Stauwurzel des Igelsbachsees, südöstlich von Igelsbach in den gleichnamigen Fluss, kurz bevor dieser seinerseits in den Igelsbachsee einmündet.